# Myandra cambridgei
Myandra cambridgei là một loài nhện trong họ Gnaphosidae.
Loài này thuộc chi Myandra. Myandra cambridgei được Eugène Simon miêu tả năm 1887.